# Sarcoglottis viscosa
Sarcoglottis viscosa là một loài thực vật có hoa trong họ Lan. Loài này được Szlach. & Rutk. miêu tả khoa học đầu tiên năm 1997.